# Dacryodes multijuga
Dacryodes multijuga är en tvåhjärtbladig växtart som beskrevs av P.W. Leenhouts. Dacryodes multijuga ingår i släktet Dacryodes och familjen Burseraceae. Inga underarter finns listade i Catalogue of Life.